# Næstelsø Sogn
Næstelsø Sogn er et sogn i Næstved Provsti (Roskilde Stift).
I 1800-tallet var Mogenstrup Sogn anneks til Næstelsø Sogn. Begge sogne hørte til Hammer Herred i Præstø Amt. Næstelsø-Mogenstrup sognekommune gik allerede i 1962 ind i Fladså Kommune, som blev dannet ved kommunalreformen i 1970. Ved strukturreformen i 2007 indgik den i Næstved Kommune. 
I Næstelsø Sogn ligger Næstelsø Kirke.
I sognet findes følgende autoriserede stednavne:
- Bonderup (bebyggelse, ejerlav)
- Brandelev (bebyggelse, ejerlav)
- Egemose (bebyggelse)
- Lille Tvede (bebyggelse, ejerlav)
- Næstelsø (bebyggelse, ejerlav)